# Clivagem (psicologia)
Clivagem:69, dissociação, cisão ou splitting (em alemão:  Spaltung), na psicologia, é um mecanismo de defesa comum definido como a divisão ou polarização de crenças, ações, objetos ou pessoas em bons e maus, concentrando-se seletivamente em seus atributos positivos ou negativos, por exemplo, a pessoa profundamente religiosa que pensa que os outros são abençoados ou condenados, o filho de pais divorciados que idealiza e idolatra um dos pais e evita o outro etc.
Clivagem pode se referir tanto ao ego, como aos objetos, na clivagem do ego conforme sua extensão e modo de utilização, pode representar uma dissociação útil do ego, um recurso estruturante no desenvolvimento da criança ou na vida cotidiana do adulto, ou assumir uma forte forma de negação, levando a estados patológicos, como é o caso da perversão fetichista, ou bastante mais gravemente, a estados de negação psicótica.:69

## Definições
É frequente a confusão entre fragmentação do ego, clivagem do ego e clivagem das imagos. Os termos "Spaltung" (Bleuer), "clivagem da personalidade" (Janet), Splitting (Klein) foram empregados em sentidos bem diferentes.
- Fragmentação do ego, não é um mecanismo de defesa, mas um processo de descompensação psicótica acabada.
- Clivagem do ego é um mecanismo de defesa (do modo psicótico) contra a angústia da fragmentação e da morte.
- Clivagem das imagos constitui um mecanismo de defesa habitual nos estados-limítrofes, para lutar contra a angústia da perda de objeto e contra o risco de chegar assim ao modo psicótico de defesa por clivagem do ego.

### Janet, Bleuler e Freud
O conceito de clivagem da consciência ("eu normal" versus "eu secundário") foi descrito pela primeira vez por Pierre Janet na obra De l'Automatisme Psychologique (1889). Suas ideias foram ampliadas por Bleuler (que em 1908 cunhou a palavra esquizofrenia do grego antigo skhízō [σχῐ́ζω, "separar, dividir"] e phrḗn [φρήν, "mente"]) e Freud para explicar a clivagem (em alemão:  Spaltung) da consciência, não (com Janet) como o produto da fraqueza inata, mas como o resultado de um conflito interno. Com o desenvolvimento da ideia de repressão, a clivagem se tornou secundária na atenção de Freud por alguns anos, sendo amplamente reservada para casos de Transtorno Dissociativo de Identidade(erroneamente conhecido como "Dupla ou Múltipla Personalidade). No entanto, seu trabalho tardio viu um interesse renovado em como era "possível para o ego evitar uma ruptura ... efetuando uma clivagem ou divisão de si mesmo", um tema que foi estendido em sua obra Compêndio da psicanálise) além do fetichismo para o neurótico em geral.
Anna Freud explorou como, no desenvolvimento saudável da infância, uma clivagem de instintos amorosos e agressivos poderia ser evitada.

### Bion
Bion  descreveu duas modalidades de splitting:
- Splitting estático: consiste em uma forma de proteger-se da dor psíquica decorrente do insight de alguma verdade penosa, através de um como acontece na reversão da perspectiva.
- Splitting forçado: refere-se ao fato de que o paciente pode relacionar-se bem com o analista enquanto esse fornece segurança e alimento (de forma análoga à como foi, na infância, com sua mãe). Porém, ao mesmo tempo ele bloqueia toda a aproximação afetiva com o analista (como faz com os pais).

### Fairbairn
O conceito de clivagem foi desenvolvido por Ronald Fairbairn em sua formulação da teoria da relação de objetos. Em teoria psicanalítica isso funcionaria como um mecanismo de defesa, relativamente comum em pessoas com transtorno de personalidade limítrofe segundo o Manual Diagnóstico e Estatístico de Transtornos Mentais.

### Melanie Klein
Outro uso do termo em Freud, referindo-se à resolução da ambivalência "ao dividir os sentimentos contraditórios de modo que uma pessoa é apenas amada, outra apenas odiava; ... a boa mãe e a madrasta malvada nos contos de fada".:157 Ou, com sentimentos opostos de amor e ódio, talvez "os dois opostos devessem ter sido separados e um deles, geralmente o ódio, tenha sido reprimido". Essa divisão estava intimamente ligada ao mecanismo de defesa chamado isolamento... A divisão de objetos em congênitos e incompatíveis"... criando assim "desconexões".